# Sotajumala
Sotajumala – fińska grupa muzyczna grająca death metal, założona w 1998 roku w Jyväskylä. Nazwa zespołu w języku fińskim oznacza boga wojny (od: sota – wojna, jumala – bóg).

## Historia
Opracowano na podstawie materiału źródłowego.

### Początki (1998–2003)
Zespół Sotajumala założyli w 1998 roku w Jyväskylä Tomi Otsala i Kosti Orbinski. W roku 2000 dołączyli do nich Jyrki Häkkinen, Arttu Romo, Pete Lapio i Harri Lastu. W tym składzie zespół zrealizował pierwsze demo zatytułowane Sotajumala, na którym znalazły się cztery utwory ("Sotajumala", "Pelkuri", "105 päivää" i "Verimaa, isänmaa"). Demo nagrane zostało w ciągu dwóch dni (15–16 września 2001 roku) w studiu Sundicoop (Savonlinna), a produkcją zajął się Tuomo Valtonen. Premiera dema miała miejsce 1 października 2001 roku, nakład wynosił 200 sztuk. 

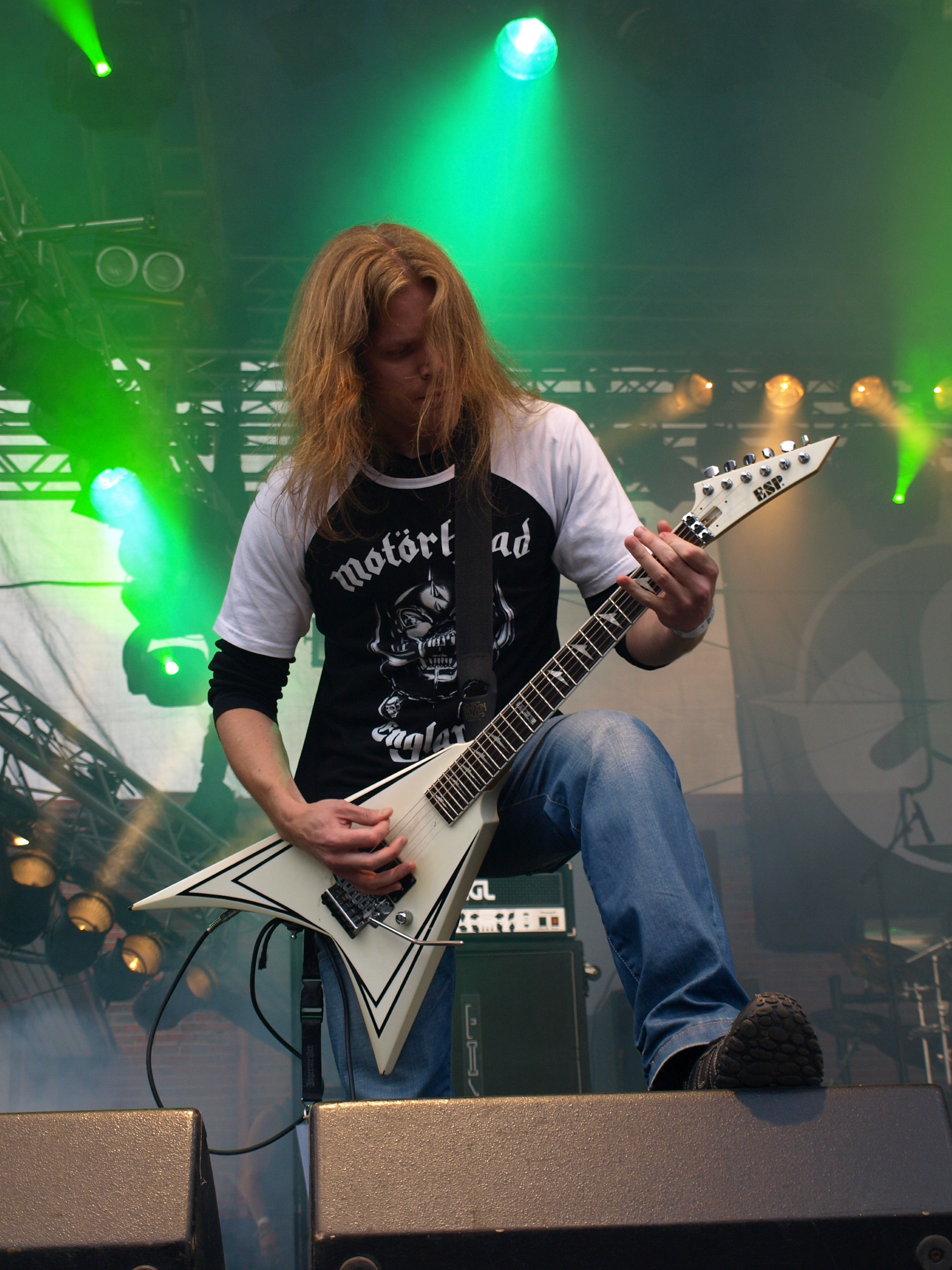
Kosti Orbinski

Latem 2002 roku zespół opuścili Pete Lapio i Harri Lastu (zastąpił go Teijo "105" Hakkola). W nowym składzie, na przełomie września i października 2002 roku, grupa nagrała w studiu Watercastle (Jyväskylä) debiutancki minialbum zatytułowany Panssarikolonna, który wyprodukował Juha Saikkonen. Minialbum ukazał się w Finlandii 15 lutego 2003 roku nakładem wytwórni Woodcut Records. 
W 2003 roku w Sotajumala zaszły kolejne zmiany personalne: zespół opuścili Arttu Romo (zastąpił go Timo Häkkinen) i Jyrki Häkkinen, powrócił natomiast gitarzysta Pete Lapio.

### Death Metal Finland(2004–2006)
W nowym składzie w sierpniu 2003 roku w studiu Sam’s Workshop (Jyväskylä) zespół nagrał pierwszy album. Produkcją zajął się Juha Saikkonen. Gościnny udział w nagraniu wzięli Simo "Slayer" Rahikainen (gitara w "Kuolleet") oraz Sami Kokko (śpiew w "Pommitus"). Album zatytułowany Death Metal Finland ukazał się w Finlandii 24 marca 2004 roku.
Po wydaniu tej płyty w Sotajumala ponownie zaszły zmiany personalne, gdyż zespół opuścił Teijo "105" Hakkola (zastąpił go Mynni Luukkainen).
12 października 2005 roku ukazało się kolejne wydawnictwo – split Sotajumala/Torture Killer, na którym znalazły się dwa utwory zespołu Sotajumala ("8:15" i "Bind, Torture, Kill") oraz dwa zespołu Torture Killer ("Day of Cadavers" i "Defiled and Dead"). Singiel ten był notowany w Finlandii na miejscu 10.

### Teloitus(2007–)
W lipcu 2007 roku zespół nagrał w Nordic Audio Labs & Biotech Audio Solutions (Vaasa) drugi album, który wyprodukowali Sotajumala i Sami Koivisto. Płyta zatytułowana Teloitus ukazała się w Finlandii 24 października 2007 roku i była tam na liście sprzedaży notowana na miejscu 17. Premierę albumu poprzedziło wydanie singla Kuolinjulistus, na którym znalazły się dwa utwory ("Kuolinjulistus" i "Estrangulados") oraz teledysk do "Kuolinjulistus". W nagraniu "Estrangulados" gościnny udział wzięli: Rodrigo Fatality (śpiew), Tartunta (śpiew), Taiteilija Orkasalo (gitara) i Kossu-Pete  (gitara).

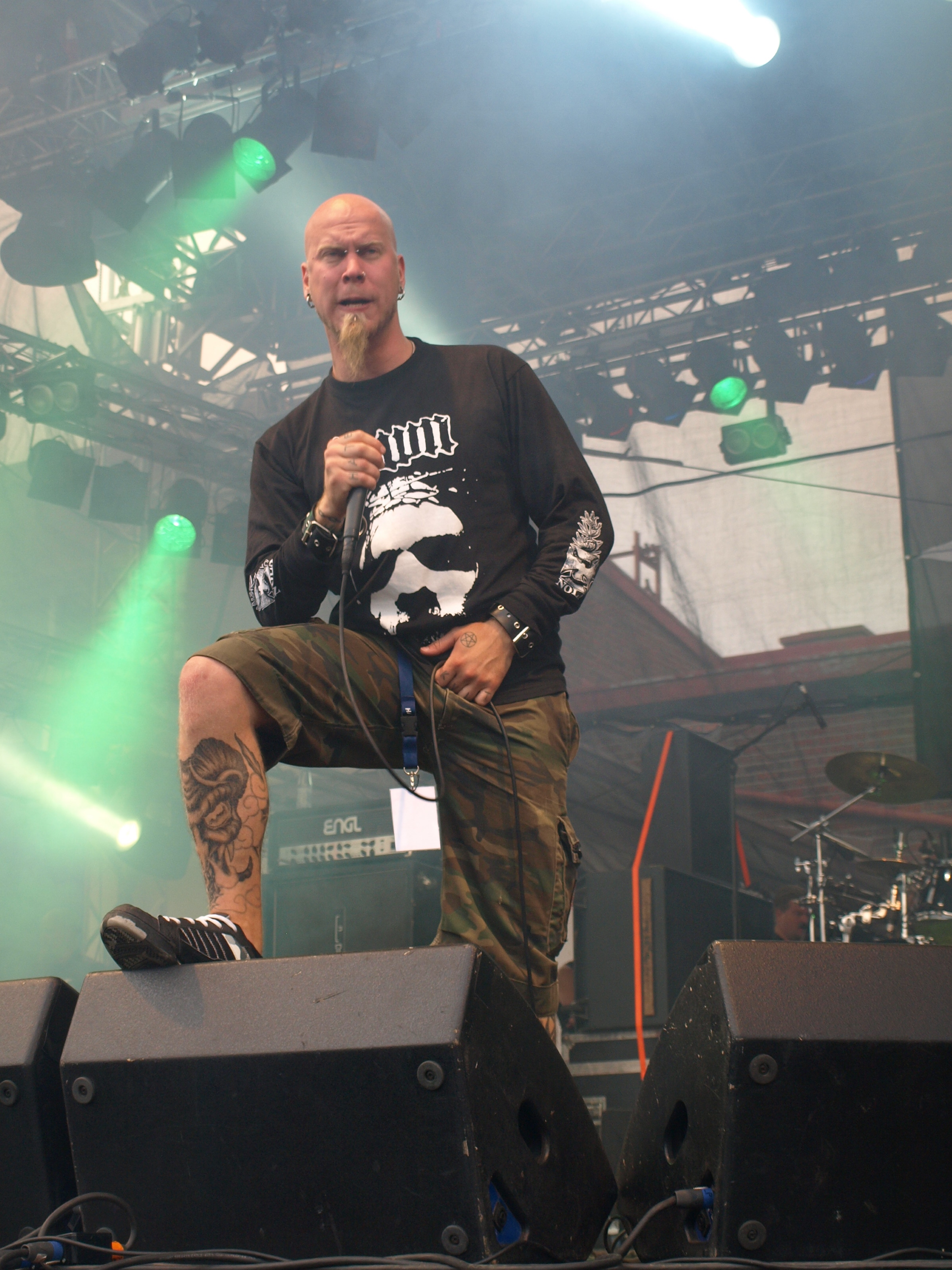
Mynni Luukkainen

W lutym 2009 roku zespół podpisał kontrakt z nową wytwórnią – Cobra Records, zaś w styczniu 2010 roku rozpoczął nagrywanie trzeciego albumu.

## Muzycy
Opracowano na podstawie materiału źródłowego.

### Obecny skład zespołu
- Mynni Luukkainen – śpiew (2004–)
- Kosti Orbinski – gitara (1998–)
- Pete Lapio – gitara (2000–2002, 2003–)
- Tomi Otsala – gitara basowa, śpiew (1998–)
- Timo Häkkinen – perkusja (2003–)

### Byli członkowie zespołu
- Harri Lastu – śpiew (2000–2002)

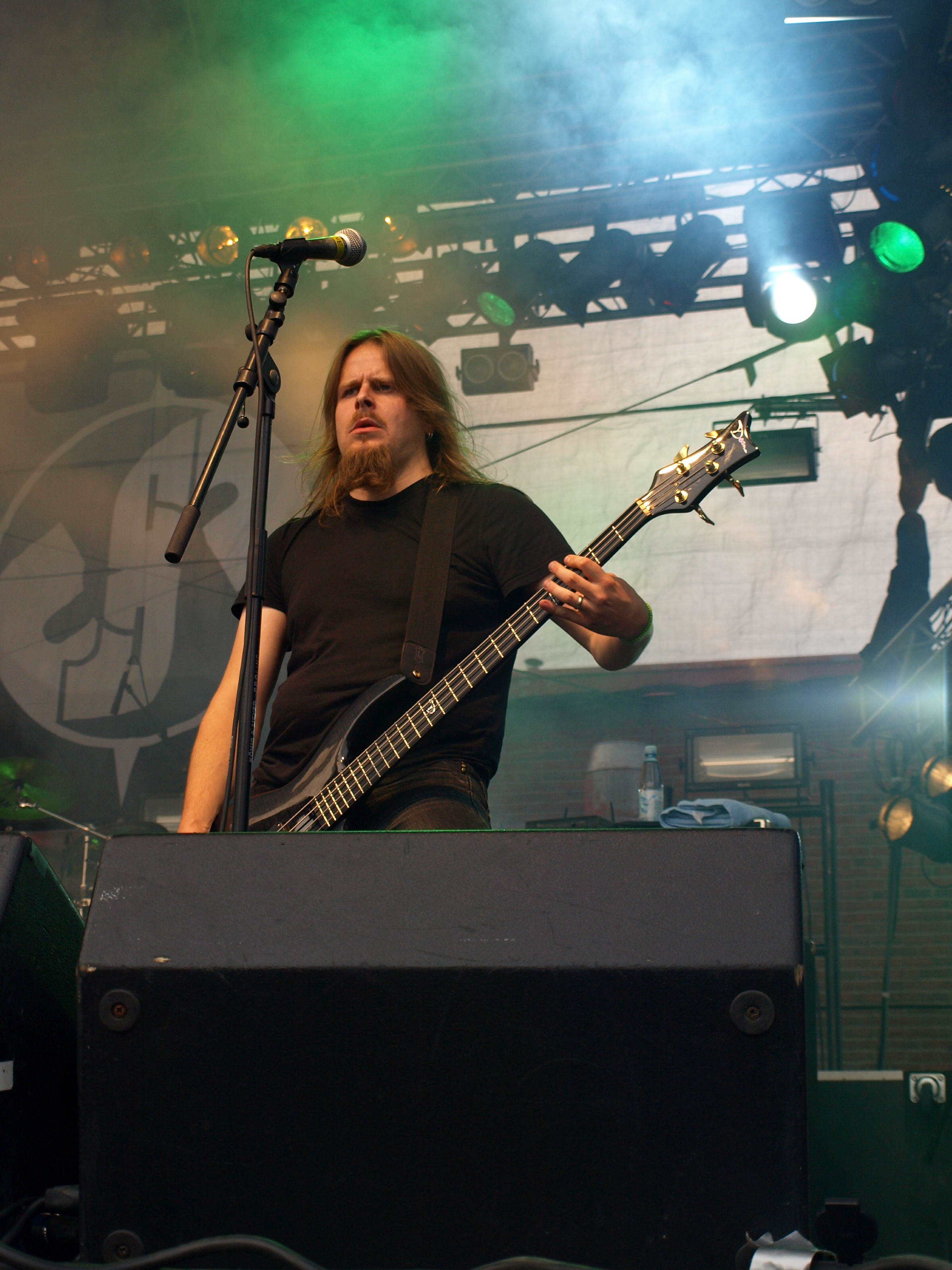
Tomi Otsala

- Teijo "105" Hakkola – śpiew (2003–2004)
- Jyrki Häkkinen – gitara (2000–2003)
- Arttu Romo – perkusja (2000–2003)

### Gościnna współpraca
- Simo "Slayer" Rahikainen – gitara na albumie Death Metal Finland ("Kuolleet")
- Sami Kokko – śpiew na albumie Death Metal Finland ("Pommitus")
- Rodrigo Fatality – śpiew na singlu Kuolinjulistus ("Estrangulados")
- Tartunta – śpiew na singlu Kuolinjulistus ("Estrangulados")
- Taiteilija Orkasalo – gitara na singlu Kuolinjulistus ("Estrangulados")
- Kossu-Pete – gitara na singlu Kuolinjulistus ("Estrangulados")

## Dyskografia

### Albumy studyjne
- Death Metal Finland (2004)
- Teloitus (2007)

### Minialbumy
- Panssarikolonna (2003)

### Single
- Kuolinjulistus (2007)

### Splity
- Sotajumala/Torture Killer (2005)

### Dema
- Sotajumala (2001)

## Teledyski
| Rok  | Tytuł            | Reżyseria                                |
| ---- | ---------------- | ---------------------------------------- |
| 2007 | "Kuolinjulistus" | Mikael "Hekuli" Jänisoja, Mikko Soukkala |
| 2008 | "Oikeutus"       | Mikael "Hekuli" Jänisoja, Mikko Soukkala |